# Operatie Noah (Betuwe)
Operatie Noah (ook Operatie Noach) was de codenaam voor een militaire operatie in de Tweede Wereldoorlog, in de Betuwe. Dit was een voorbereide terugtrekking (geallieerd evacuatieplan) in het geval de Duitsers de Betuwe zouden inunderen. Dat was het geval vanaf 2 december 1944.

## Inleiding
Medio oktober 1944 was het front in de Betuwe tot rust gekomen na afloop van Operatie Market Garden en de daaropvolgende Duitse tegenaanvallen. De staf van het Britse 30e Legerkorps, op dat moment verantwoordelijk voor o.a. de Betuwe, maakte allerlei plannen en bekeek allerlei scenario’s. Een van de mogelijke scenario’s, was dat de Duitsers zouden proberen de Betuwe te inunderen, om daarmee de waarde van het geallieerde bruggenhoofd (ook wel “The Island” genoemd) teniet te doen.

## Betrokken geallieerde eenheden
- 2e Canadese Legerkorps - Luitenant-generaal Guy Simonds
  - 49e (West Riding) Infanteriedivisie -  Major-General Gordon MacMillan
  - 51e (Hoogland) Infanteriedivisie - Major-General Thomas Rennie

Opmerking: Duitse eenheden waren niet direct betrokken.

## Planning en voorbereiding
Het Britse 30e Legerkorps kwam al op 22 oktober 1944 met het plan Operatie Noah dat voorzag in een gecontroleerde evacuatie in geval van Duitse inundatie. De plannen voorzagen in twee opties: (a) een terugtrekking tot de lijn Bemmel – Elst – Valburg – Herveld; en (b) terugtrekking naar de zuidelijke oever van de Waal. Maar ook met plan (b) zou er nog een bruggenhoofd overblijven rondom de Waalbrug Nijmegen, dat ten koste van alles verdedigd zou worden.
Om problemen bij de terugtrekking te voorkomen, zou de burgerbevolking vooraf geëvacueerd moeten worden. Codewoorden die voor de verschillende fases golden waren:
- “Water Wings” – een duidelijk verhoogde waterstand in de grote rivieren
- “Spring Tide” – overstromingscondities aanwezig
- “Deluge” – de dijken zijn doorgebroken

Verder was er nog planning indien de bruggen bij Nijmegen zouden uitvallen (door bijv. Duitse acties). Overigens waren de plannen zeer ver uitgedacht, tot in ieder geval op bataljonsniveau.

## Voorbereidende evacuaties
Op 9 november 1944 nam het 2e Canadese Legerkorps de sector over van het Britse 30e Legerkorps. Drie dagen later bereikte het waterniveau bij Nijmegen zulke hoogtes, dat de volgende dag de codewoorden “Water Wings” en “Spring Tide” tegelijk werden doorgegeven. De bevolking van Bemmel en Elst kreeg opdracht te evacueren. Tussen 13 november en 2 december 1944 werden naar schatting 12.000 burgers en duizenden stuks vee uit de Betuwe geëvacueerd. In afstemming met de Nederlandse autoriteiten (Het Militair gezag) bleven 3000-4000 man achter om het resterende vee te verzorgen en te oogsten. Eind november nam de 51e (Hoogland) Infanteriedivisie de plaats in van de Amerikaanse 101e Luchtlandingsdivisie en de 49e (West Riding) Infanteriedivisie kwam in plaats van de 50e (Northumbrian) Infanteriedivisie. Op de avond van 1 december stuurde de Legercommandant een senior stafofficier naar het Korps om te waarschuwen klaar te staan voor een overstroming.

## Uitvoering Noah

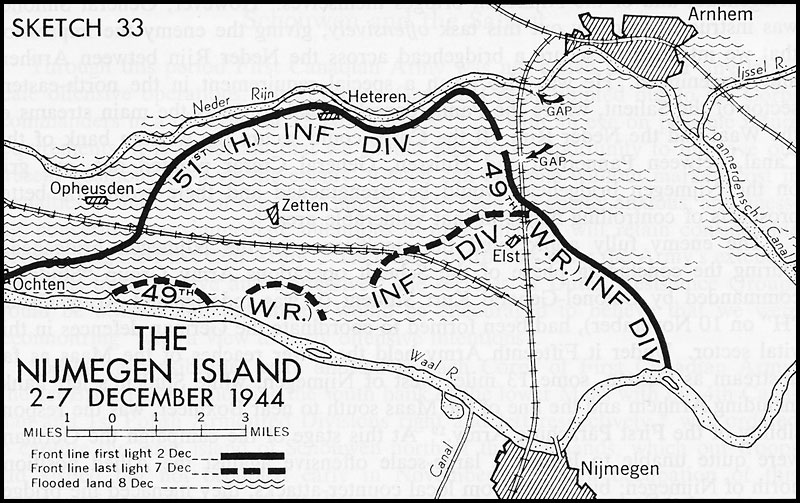
Kaart van Operatie Noah

Op 2 december 1944 brachten de Duitsers hun Fall Storch tot uitvoering door om 17:10 de dijk bij Elden met explosieven te doorbreken. Ook volgden voortdurende Duitse artilleriebeschietingen. Ten zuiden van Elden werd ook de Griftdijk opgeblazen, zodat het water verder de Betuwe in stroomde. Codewoord “Deluge” ging uit en de voorste troepen van beide Britse divisies werden vrijwel onmiddellijk teruggetrokken. Intussen breidden de overstromingen zich uit naar het westen richting Heteren en Zetten tot na een dag of drie het water niet verder steeg. Nu was ongeveer driekwart van “The Island” overstroomd. Wel voerden de Duitsers nog een korte felle aanval uit bij Haalderen, maar daarna kwam het front van de 49e (West Riding) Infanteriedivisie tot rust. Het grootste deel van de troepen van de 51e (Hoogland) Infanteriedivisie werden op 3 en 4 december geëvacueerd over de Waal en het hoofdkwartier van deze divisie ging op 5 december over. Daarmee nam de 49e Infanteriedivisie vanaf de morgen van 6 december het bevel op zich over “The Island”, met inbegrip van een van de brigades van de 51e Infanteriedivisie, de 154e (Hoogland) Brigade. Het hoofdkwartier van de 49e was rond de middag van de volgende dag ook ten zuiden van de Waal. Daarmee was Operatie Noah succesvol beëindigd.